# Jeunisme
Le jeunisme est une forme d'âgisme, une discrimination basée sur l'âge. Ce dernier est considéré par 42 % des Européens comme étant la forme de discrimination la plus répandue sur le continent. C'est un néologisme généralement péjoratif qui décrit la volonté supposée de donner une place plus importante aux jeunes, ou aux notions liées à ces derniers, aux dépens des populations seniors. Chez les personnes âgées, il est associé à une moins bonne santé physique et mentale, à un plus grand isolement social et à une solitude accrue, à plus d’insécurité financière, à une baisse de la qualité de vie et à un décès prématuré. On estime que 6,3 millions de cas de dépression dans le monde sont dus à l’âgisme. Le terme est utilisé dans des cadres professionnels pour décrire les discriminations par l'âge, mais également dans de nombreux corps de métier pour dénoncer le remplacement d'employés par de jeunes diplômés. On parle également de jeunisme pour désigner l'engouement pour les techniques de chirurgie esthétique, de soins du corps et de culte de la jeunesse en général.

## Soins du corps
Parmi les concepts de la jeunesse qui sont mis en valeur par les générations externes à celle-ci, l’apparence juvénile et son « zéro défaut » est primitif au jeunisme. La société et ses normes poussent les seniors à avoir une vision étiolée d’eux-mêmes s’ils ne se conforment pas aux mêmes standards que ceux en début de vie adulte. Pour être considéré « jeune » la vitalité est mise à l’avant par la mise en forme et la santé globale et générale.

## Culte de la jeunesse
L’idéologie d’une société « adolescentrique » consiste à une glorification de la jeunesse et de tout ce qui la représente : sa vitalité, son esthétique, sa consommation. Elle transparaît en société au travers le désir général d’être associée individuellement aux valeurs juvéniles. Cette idée est instaurée dans une société de la performance, où, par norme sociale, chacun veut exceller dans ses buts personnels. Encore, l’attrait de la jeunesse concerne toutes les générations et entraîne une confusion des âges importante au niveau des comportements et de l’apparence. Pour atteindre les normes sociales physiques, la médicalisation de l’esthétique est valorisée. La chirurgie esthétique est socialement un commerce international plutôt qu’une ressource médicale comme une autre, qui se fait localement. Depuis plusieurs années déjà, se déplacer aux quatre coins du monde pour obtenir une chirurgie esthétique est courant. La médicalisation de l’esthétique assiste à la pathologisation de l’existence même au travers une perspective temporelles des corps. Le corps physique se transforme en corps social, où le regard d’autrui est le critère déterminant l'acceptation sociale. Quand l’individu n’est pas apte à se conformer aux normes sociales du physique, celui-ci peut développer un malaise réel à être en civilisation. Ce malaise, quant à lui, est le résultat d’une obsession de ce qui est perçu socialement comme étant un défaut physique, diagnostiqué comme étant un trouble dysmorphique corporel par le DSM-5.